# Németh Sándor (lelkész)
Németh Sándor (Gelse, 1950. november 21. –) teológus, a Hit Gyülekezetének alapítója, vezető lelkésze. A 2021-es Befolyás-barométer szerint ő Magyarország 35. legbefolyásosabb személye.
A filoszemita keresztény cionizmus képviselője. 2020-ban az Izrael Szövetségesei Alapítvány által közzétett lista szerint, amely olyan keresztény vezetőket sorol fel, akik az alapítvány szerint sokat tettek a zsidóságért, ő a 6. helyen szerepel.

## Élete
Németh Sándor 1950. november 21-én született Gelsén. Gyakorló római katolikus családban nőtt fel. 1969-ben Nagykanizsán érettségizett.

### Pályájának kezdete
Budapesten élt, 1971 februárjáig a Magyar Televízióban, majd a Természettudományi Múzeum Könyvtárában dolgozott. 1971 februárjától 1973 februárjáig sorkatonai szolgálatát töltötte. 1976-ig a Római Katolikus Hittudományi Akadémia civil hallgatója volt, másodévesként abbahagyta. Saját hitvallása szerint 1976. áprilisában volt személyes találkozása Istennel egy ökumenikus jellegű házi közösségben, amelynek főleg református hívők voltak a tagjai. A Hit Gyülekezete 1979-ben indult Budaörsről, egy ötfős imacsoportból.
Saját önéletrajza alapján őt és feleségét, Juditot a pünkösdista-karizmatikus mozgalomhoz közelálló amerikai bibliatanító, Derek Prince „kente fel” szolgálattételre. 1980. novemberében a pásztoroló mozgalom Fort Lauderdale-i (Florida) szervezetében szentelték fel pásztornak, és erősítették meg szolgálatukat. Mások (pl. Bartus László) ezt vitatják.
Az írásmagyarázat terén Derek Prince alaptanításainak talapzatára helyezkedett. Kezdetben a neoprotestáns közösség illegalitásban működött és számos zaklatás érte őket; csak 1989-ben léptek elő hivatalosan elismert egyházzá. 1990-ben az általa alapított Kelet-Közép-Európai Bibliaiskola és Lelkészképző Intézet állított ki számára teológusi diplomát.

### Munkássága
Németh Sándor főszerepet vállalt a Hit Gyülekezete és a mellette működő intézmények megalapításában. 
Részt vesz a közösség lapjainak szerkesztésében:
- a teológiai Új Exodus,
- a közéleti Hetek.

Közreműködött a gyülekezet két oktatási intézményének megalapításában:
- Bornemisza Péter Gimnázium (Bornemisza Péter Általános Iskola és Gimnázium,
- Szent Pál Akadémia.

Az ő kezdeményezésére jött létre a Hites Adakozók Hálózata, a Hit Gyülekezetének jótékonysági intézménye. A HAH Ruandától kezdve az erdélyi árvízkárosultaknak élelmet és gyógyszereket szállított és szállít. Mára már a Hit Gyülekezete Szeretetszolgálata (HISZ) néven működik.
1996-ban az egyik fő szervezője volt a nemzetközi sikerű „Nem feledkezünk el Rólad, Jeruzsálem” elnevezésű jeruzsálemi konferenciának, amelyért az izraeli kormány, valamint Ehúd Olmert akkori polgármester elismerésben részesítette.[forrás?]
Az évek során több könyvet írt és publikált, melyek közül a „Hit botránya” című hetekig a tíz legjobban fogyó könyv közé tartozott.[forrás?]
A modern önfenntartó egyház, illetve az állam és egyház szétválasztásának híve. A régi reformátorok „Sola Scriptura” („Csak az Írás”) elvének követését tűzte ki célul, miszerint a keresztény életvitelnek és szellemi megtapasztalásoknak a Bibliában leírtakon kell alapulnia.

### Családja
1977-ben vette feleségül Juditot, akitől három lánya és egy fia született. Fia, Németh S. Szilárd az ATV vezérigazgatója.

## Kritika
Németh Sándor személyét és a Hit Gyülekezetét számos kritika érte az 1990-es évek végétől.
1980-as amerikai lelkésszé szentelését sokan kétségbe vonják. Egyesek képmutatónak tartják azért is, mert az evangéliumi egyszerűség tanításának ellentmondva hatalmas vagyont halmozott fel.

## Művei
- A hit botránya; Új Spirit Könyvek, Bp., 2001 ISBN 963745379-2
- Reménység; Hit Gyülekezete, Bp., 2003 (Vidám vasárnap könyvek) ISBN 963745390-3
- Tízparancsolat; Hit Gyülekezete, Bp., 2004 (Vidám vasárnap könyvek) ISBN 963745398-9
- Hálaadás (társszerző: Németh Judit); Hit Gyülekezete, Bp., 2005 ISBN 963961705-9
- Újjászületés; Hit Gyülekezete, Bp., 2005 (Vidám vasárnap könyvek) ISBN 963-9617-04-0